# Los virreyes (película)
Los virreyes (en italiano: I Vicerè) es una película italiana dirigida por Roberto Faenza, de género drama. Se basa en la novela del mismo nombre escrita por Federico De Roberto. Por su actuación Lando Buzzanca ganó el Globo de Oro al mejor actor. La película también ganó cuatro premios David di Donatello y dos Nastro d'argento.

## Reparto
- Alessandro Preziosi: Consalvo
- Lando Buzzanca: Príncipe Giacomo
- Cristiana Capotondi: Teresa
- Guido Caprino: Giovannino
- Assumpta Serna: Duquesa Radalì
- Magdalena Grochowska: Donna Isabella
- Sebastiano Lo Monaco: Duque Gaspare
- Lucia Bosè: Ferdinanda